# Zinka Milanov
Zinka Milanov   (Zagreb, 17 de maig de 1906 - Nova York, 30 de maig de 1989) (de nom real Zinka Kunc) va ser una soprano croata amb una reconeguda carrera al Metropolitan Opera de Nova York.
Quan tenia setze anys, va ser escoltada per Milka Ternina, la llegendària soprano dramàtica croata, que va reconèixer en Zinka una gran veu i va acceptar de treballar-hi. Va estudiar a Milà i a Berlín.
Després de graduar-se a Zagreb, va debutar el 1927 a Ljubljana, amb l'òpera Il trovatore. Posteriorment va ser la soprano principal del Teatre Nacional Croat de Zagreb, i també al Neues deutsches Teather de Praga. Al 1937 va cantar Aida a Viena amb Bruno Walter, que va quedar tan impressionat que va recomanar Zinka Milanov a Toscanini per a un Rèquiem de Verdi a Salzburg. Després es va traslladar als Estats Units. Fins al 1966 va actual al Metropolitan Opera a més de fer de professora de cant. Va destacar-se especialment en el repertori verdià, dins del qual s'especialitzà en papers com Leonora a Il Trovatore, Amelia a Un Ballo in Maschera, Leonora a La Forza del Destino, Amelia a Simon Boccanegra, I Desdemona a Otello, tot i que el paper que va interpretar més que cap altre va ser el d'Aida.
Enregistrà diversos discs.